# Bariénou
Bariénou è un arrondissement del Benin situato nella città di Djougou (dipartimento di Donga) con 33.444 abitanti (dato 2006).